# Cryptodius unguidactylus
Cryptodius unguidactylus är en kräftdjursart som beskrevs av P. G. Moore 1992. Cryptodius unguidactylus ingår i släktet Cryptodius och familjen Odiidae. Inga underarter finns listade i Catalogue of Life.